# Transanatolský plynovod
Transanatolský plynovod, též TANAP, (turecky Trans-Anadolu Doğalgaz Boru Hattı) je plynovod na území Turecka, dopravovuje zemní plyn z Ázerbájdžánu přes Gruzii a Turecko do Evropy. Je součástí Jižního plynového koridoru, který napojuje Evropu přes Jihokavkazský plynovod (též zvaný plynovod BTE) na obrovské ložisko Šach Deniz v Ázerbájdžánu.
Tento projekt měl velký strategický význam pro Ázerbájdžán a Turecko, poněvadž poprvé umožnil vývoz ázerbájdžánského plynu do Evropy. Rovněž posílil strategickou roli Turecka jako mezinárodního energetického uzlu.
Výstavba byla zahájena v březnu 2015 a byla uvedený do provozu v červnu roku 2018.

## Historie
Projekt byl zveřejněn 17. listopadu 2011 na třetím černomořském energetickém a ekonomickém fóru v Istanbulu. Turecko a Ázerbájdžán podepsaly 26. prosince 2011 memorandum o porozumění, v rámci kterého bylo založeno konsorcium pro stavbu a provozování plynovodu. Na jaře 2012 se začala zpracovávat studie proveditelnosti. Závaznou mezivládní smlouvu o výstavbě plynovodu podepsali prezident Ázerbájdžánu Ilham Alijev a předseda turecké vlády Recep Tayyip Erdoğan dne 26. června 2012. Dne 17. března 2015 se sešli Erdogan a Aliyev s prezidentem Gruzie Giorgi Margvelašvilim v tureckém městě Kars, aby položili základní kámen plynovodu a označili práce za zahájené. V červnu roku 2018 byl plynovod uvedený do provozu. 

## Kapacita
Plánovaná kapacita je 16 miliard m³ zemního plynu, která má být postupně navyšována na 23 (v roce 2023), 31 (v roce 2026), až na konečných 60 miliard m³, aby mohl být napojen plánovaný Transkaspický plynovod z Turkmenistánu. Ke zvyšování kapacity má dojít přidáváním paralelních obtoků a kompresních stanic.